# Elaphoglossum columbianum
Elaphoglossum columbianum är en träjonväxtart som först beskrevs av William Ralph Maxon, och fick sitt nu gällande namn av John T. Mickel. Elaphoglossum columbianum ingår i släktet Elaphoglossum och familjen Dryopteridaceae. Inga underarter finns listade.